# Barbara Bedford (actriz)
Barbara Bedford (nacida Violet May Rose; 19 de julio de 1903 – 25 de octubre de 1981) fue una actriz estadounidense que apareció en docenas de películas mudas. Su carrera decayó después de la introducción del sonido, pero siguió apareciendo en pequeños papeles hasta 1945.

## Primeros años
Barbara Bedford nació como Violet May Rose el 19 de julio de 1903, la primera hija de Robert William Rose, un decorador de interiores escocés-estadounidense, y Barbara Rose (de soltera Fish), que fue una primera generación checo-estadounidense. Tenía un hermano, William Rose. El censo de 1910 indica que la familia vivía en Denver, Colorado.
Fue educada en Chicago y asistió a la Lake View High School. Según Bedford, antes de convertirse en actriz, enseñó natación, baile y gimnasia y trabajó como contadora.

## Carrera

### Cine

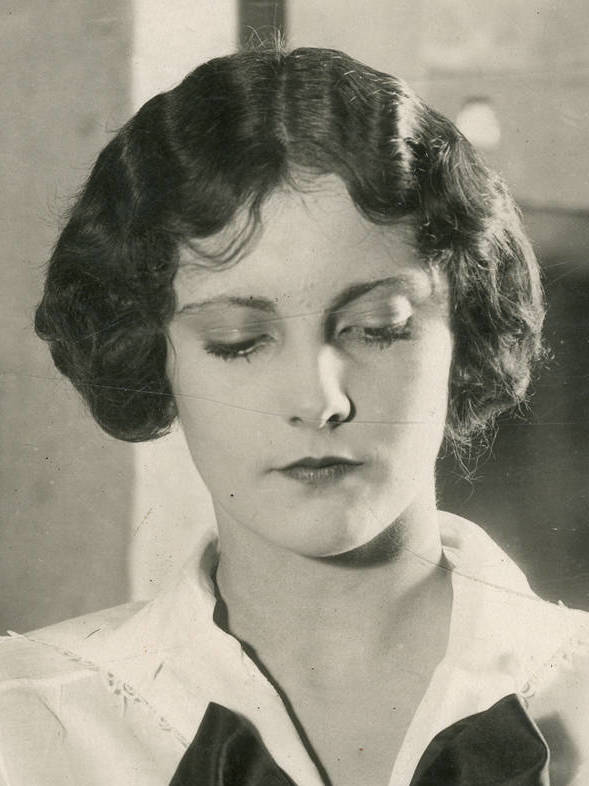
Barbara Bedford en Step on It! (1922)

Bedford abandonó la escuela secundaria después de terminar el décimo grado para seguir una carrera en el cine. Ella, junto con su familia, se trasladó a Los Ángeles. Ella había escrito muchas cartas de fans al actor William S. Hart, y él la ayudó a conseguir un pequeño papel en su película de 1920 The Cradle of Courage. Mientras trabajaba como extra ese mismo año en The White Circle, fue notada por su compañero de reparto John Gilbert, quien la recomendó al director Maurice Tourneur. Tourneur la echó junto a Gilbert en Deep Waters. Tourneur también la echó en The Last of the Mohicans, donde fue el interés amoroso de Alan Roscoe, con quien más tarde se casó en la vida real.
En 1925, apareció junto a Hart en su última película, Tumbleweeds, un western clave del período silencioso. Actuó en la película muda de 1926 Old Loves and New y en Mockery con Lon Chaney al año siguiente.

### Teatro
Bedford interpretó a Andre en Woman on Trial de Ayn Rand (más conocido como Night of January 16th) cuando se estrenó en el Hollywood Playhouse el 22 de octubre de 1934.

## Vida personal
En 1921, se casó con Irvin Willat, que la había dirigido a principios de ese año en The Face of the World. Se divorciaron en menos de un año. En agosto de 1922 se casó con el actor Alan Roscoe. Se divorciaron en 1928, pero se volvieron a casar en 1930. Tuvieron una hija, Barbara Edith Roscoe. Cuando su esposo murió en 1933, Bedford tuvo una disputa legal con su amigo Wallace Beery sobre el dinero del seguro de vida que Beery afirmó que se le debía por las deudas, pero que Bedford dijo que estaba destinado a la educación de su hija.
El tercer y más largo matrimonio de Bedford fue con el actor Terry Spencer. Estuvieron casados desde 1940 hasta su muerte en 1954.

## Últimos años y muerte
Después de la muerte de Spencer, Bedford vivió en Jacksonville, Florida, usando el nombre de Violet Spencer mientras trabajaba en ventas minoristas. Ella y su hija, Barbara, se mudaron a Shreveport, Luisiana en la década de 1970.
Bedford murió en Jacksonville, Florida, el 25 de octubre de 1981, a los 78 años.[cita requerida]

## Filmografía

### Largometrajes

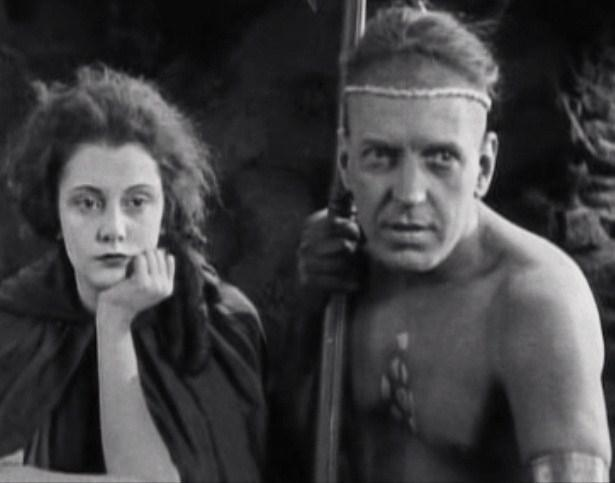
Bedford y su futuro esposo Alan Roscoe en The Last of the Mohicans

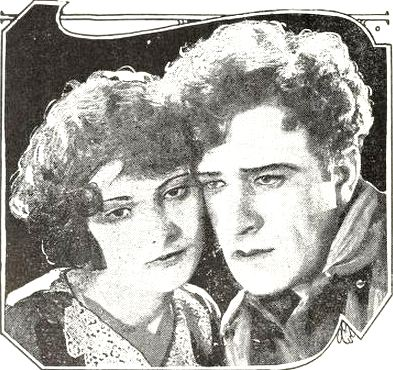
Bedford con Frank Mayo en Out of the Silent North

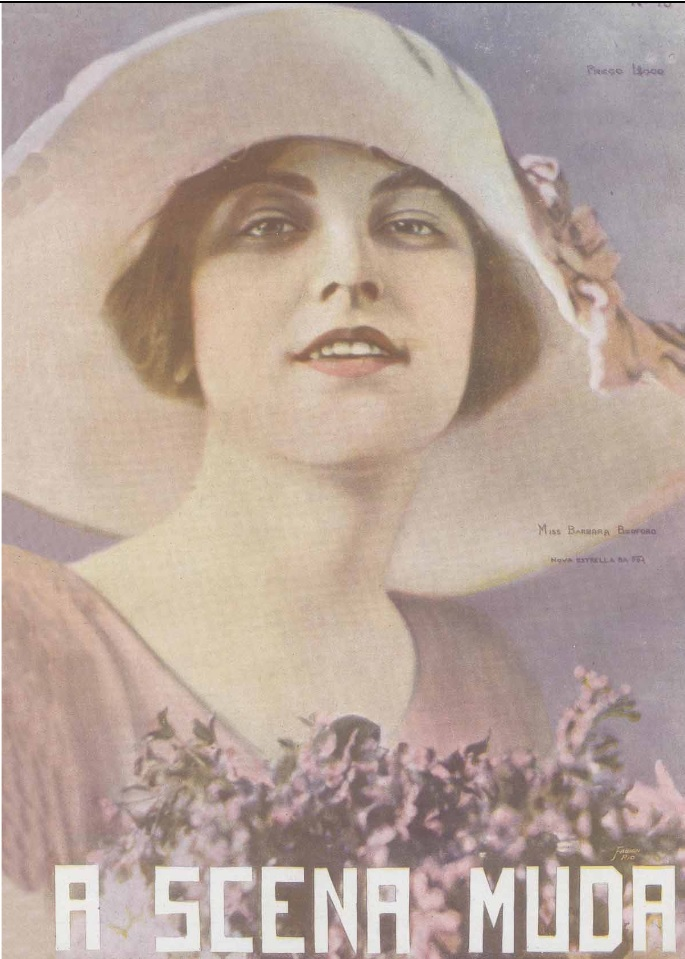
Retrato de Bedford en la portada de la revista de cine brasileña A Scena Muda en 1922

- The Cradle of Courage (1920) como Nora
- Deep Waters (1920) como Betty West
- The Last of the Mohicans (1920) como Cora Munro
- Down Home (1920) como papel menor (sin acreditar)
- The Big Punch (1921) como Hope Standish
- The Face of the World (1921) como Thora
- Cinderella of the Hills (1921) como Norris Gradley
- The Unfoldment (1922) como Martha Osborne
- Gleam O'Dawn (1922) como Nini
- Winning with Wits (1922) como Mary Sudan / Mary Wyatt
- Arabian Love (1922) como Nadine Fortier
- Man Under Cover (1922) como Margaret Langdon
- Step on It! (1922) como Lorraine Leighton
- Out of the Silent North (1922) como Marcette Vallois
- Alias Julius Caesar (1922) como Helen
- The Power of Love (1922) como Maria Almeda
- Tom Mix in Arabia (1922) como Janice Terhune
- Another Man's Shoes (1922) como Mercia Solano
- Romance Land (1923) como Nan Harvess
- The Tie That Binds (1923) como Mary Ellen Gray
- The Power of Love (también llamado Forbidden Lover) (1923)
- The Spoilers (1923) como Helen Chester
- The Acquittal (1923) como Edith Craig
- The Whipping Boss (1924) como Grace Woodward
- Women Who Give (1924) como Emily Swift
- Pagan Passions (1924) como Shirley Dangerfield
- Champion of Lost Causes (1925) como Beatrice Charles
- The Mansion of Aching Hearts (1925) como Martha
- The Mad Whirl (1925) como Margie Taylor
- Percy (1925) como Imogene Chandler
- The Talker (1925) como Barbara Farley
- The Business of Love (1925) como Barbara Richmond
- Before Midnight (1925) como Helen Saldivar
- What Fools Men (1925) como Jenny McFarlan
- Tumbleweeds (1925) como Molly Lassiter
- Old Loves and New (1926) como Marny
- The Sporting Lover (1926) como Lady Gwendolyn
- Devil's Dice (1926) como Helen Paine
- Sunshine of Paradise Alley (1926) como Sunshine O'Day
- Life of an Actress (1927) como Nora Dowen
- The Notorious Lady (1927) como Mary Marlowe / Mary Brownlee
- Backstage (1927) como Julia Joyce
- Mockery (1927) como condesa Tatiana Alexandrova
- The Girl from Gay Paree (1927) como Mary Davis
- A Man's Past (1927) como Yvonne Fontaine
- The Broken Mask (1928) como Caricia
- Marry the Girl (1928) como Elinor
- The Port of Missing Girls (1928) como Ruth King
- Manhattan Knights (1928) como Margaret
- The City of Purple Dreams (1928) como Esther Strom
- Bitter Sweets (1928) como Bett Kingston
- The Cavalier (1928) como Lucia D'Arquista
- The Haunted House (1928) como Nancy
- Smoke Bellew (1929) como Joy Gastrell
- The Heroic Lover (1929)
- Brothers (1929) como Doris LaRue
- The Love Trader (1930) como Luane
- Sunny (1930) como Margaret
- Tol'able David (1930) como Rose Kinemon
- The Lash (1930) como Lupe
- Desert Vengeance (1931) como Anne Dixon
- The Lady from Nowhere (1931) como Mollie Carter
- Too Busy to Work (1932) como Molly Hardy (escenas eliminadas)
- The Death Kiss (1932) como chica del guión
- Found Alive (1933) como Edith Roberts
- A Girl of the Limberlost (1934) como Elvira Carney
- Tomorrow's Youth (1934) como Miss Booth
- The World Accuses (1934) como Martha Rankin
- Sons of Steel (1934) como Miss Peters
- Circumstantial Evidence (1935) como Mrs. Goodwin (sin acreditar)
- On Probation (1935) como Mable Gordon
- The Keeper of the Bees (1935) como enfermera
- Condemned to Live (1935) como Martha Kristan
- The Spanish Cape Mystery (1935) como Mrs. Munn
- Three Kids and a Queen (1935) como enfermera (sin acreditar)
- Midnight Phantom (1935) como Kathleen Ryan
- Forced Landing (1935) como Mrs. Margaret Byrd
- Senor Jim (1936) como Mona Cartier
- Tango (1936) como recepcionista de Carver, Enright & Burt (sin acreditar)
- Ring Around the Moon (1936) como Carol Anderson
- Brilliant Marriage (1936) como Brenda
- The Mine with the Iron Door (1936) como secretaria
- Speed (1936) como enfermera (sin acreditar)
- Easy Money (1936) como Mrs. Turner
- His Brother's Wife (1936) como papel menor (sin acreditar)
- Born to Dance (1936) como secretaria de Hector (sin acreditar)
- A Day at the Races (1937) como secretaria (sin acreditar)
- Between Two Women (1937) como Sarah - sirvienta de Patricia (sin acreditar)
- Big City (1937) como mujer que grita (sin acreditar)
- Navy Blue and Gold (1937) como enfermera del hospital (sin acreditar)
- The First Hundred Years (1938) como Sadie (sin acreditar)
- Three Comrades (1938) como Rita - cantante acompañada por Erich (sin acreditar)
- The Toy Wife (1938) como mujer en el consultorio del médico (sin acreditar)
- Woman Against Woman (1938) como enfermera Sherwood (sin acreditar)
- Fast Company (1938) como secretaria de MacMillen (sin acreditar)
- The Chaser (1938) como secretaria de Brandon (sin acreditar)
- Rich Man, Poor Girl (1938) como Kate (sin acreditar)
- Boys Town (1938) como monja católica (sin acreditar)
- Too Hot to Handle (1938) como secretaria de MacArthur (sin acreditar)
- Young Dr. Kildare (1938) como enfermera (sin acreditar)
- The Girl Downstairs (1938) como Anna (sin acreditar)
- Burn 'Em Up O'Connor (1939) como mujer en casa de la película (sin acreditar)
- Four Girls in White (1939) como enfermera detrás del mostrador (sin acreditar)
- Idiot's Delight (1939) como enfermera #1 (sin acreditar)
- Within the Law (1939) como Sarah - secretaria de Gilder (sin acreditar)
- Sergeant Madden (1939) como enfermera (sin acreditar)
- Broadway Serenade (1939) como Gracie (sin acreditar)
- Calling Dr. Kildare (1939) como secretaria del Dr. Carew (sin acreditar)
- Stronger Than Desire (1939) como Miss Watson - secretaria de Flagg (sin acreditar)
- On Borrowed Time (1939) como Mrs. James Northrup (sin acreditar)
- Andy Hardy Gets Spring Fever (1939) como Miss Howard - Bank Secretary (uncredited)
- Dancing Co-Ed (1939) como Secretary (voz, sin acreditar)
- Bad Little Angel (1939) como Mrs. Dodd (escenas eliminadas)
- Joe and Ethel Turp Call on the President (1939) como vecina (sin acreditar)
- The Earl of Chicago (1940) como Martha Jackson (sin acreditar)
- Edison, the Man (1940) como enfermera del General Powell (sin acreditar)
- Florian (1940) como secretaria de Kingston (sin acreditar)
- We Who Are Young (1940) como operadora de teléfono del hospital (sin acreditar)
- Gold Rush Maisie (1940) como Mrs. Hartley (sin acreditar)
- I Love You Again (1940) como Miss Stingecombe - Larry's Secretary (sin acreditar)
- Boom Town (1940) como enfermera (sin acreditar)
- Dr. Kildare Goes Home (1940) como secretaria de Carew (sin acreditar)
- Sky Murder (1940) como sirvienta de Grand (sin acreditar)
- Third Finger, Left Hand (1940) como mujer en la estación de ferrocarril (sin acreditar)
- Little Nellie Kelly (1940) como Miss Wilson - Nurse with Baby (sin acreditar)
- Go West (1940) como Baby's Mother on Stagecoach (sin acreditar)
- Maisie Was a Lady (1941) como enfermera (sin acreditar)
- Men of Boys Town (1941) como monja en el hospital (sin acreditar)
- The People vs. Dr. Kildare (1941) como secretaria del Dr. Carew (sin acreditar)
- Love Crazy (1941) como secretaria de Renny (sin acreditar)
- The Getaway (1941) como sirvienta del Dr. Glass (sin acreditar)
- Whistling in the Dark (1941) como Cult Member / Telephone Operator (sin acreditar)
- When Ladies Meet (1941) como Anna (sin acreditar)
- Honky Tonk (1941) como Mujer del Ejército de Salvación (sin acreditar)
- Babes on Broadway (1941) como jurado en Radio Broadcast (sin acreditar)
- Babes on Broadway (1941) como Mrs. Crainen, la matrona (sin acreditar)
- Nazi Agent (1942) como mujer (sin acreditar)
- The Vanishing Virginian (1942) como Mildred Simpson (sin acreditar)
- Mr. and Mrs. North (1942) como Lucille, sirvienta de Mrs. Brent (sin acreditar)
- Dr. Kildare's Victory (1942) como secretaria del Dr. Carew (sin acreditar)
- Born to Sing (1942) como mujer en escena accidental (sin acreditar)
- We Were Dancing (1942) como espectadora llorosa de la sala del tribunal (sin acreditar)
- The Courtship of Andy Hardy (1942) como Elsa, sirvienta de Nesbit (sin acreditar)
- Ship Ahoy (1942) como Mrs. Loring (sin acreditar)
- Tortilla Flat (1942) como monja (sin acreditar)
- Calling Dr. Gillespie (1942) como La secretaria de Carew trayendo postal (sin acreditar)
- Reunion in France (1942) como Mme. Vigouroux (sin acreditar)
- The Human Comedy (1943) como mujer en la calle (sin acreditar)
- Assignment in Brittany (1943) como médica cirujana (sin acreditar)
- Slightly Dangerous (1943) como cliente (sin acreditar)
- Presenting Lily Mars (1943) como la asistente de gestión de Boardinghouse (sin acreditar)
- Dr. Gillespie's Criminal Case (1943) como secretaria (sin acreditar)
- Du Barry Was a Lady (1943) como esposa de Ambrose (sin acreditar)
- Best Foot Forward (1943) como chaperon en el baile (sin acreditar)
- The Cross of Lorraine (1943) como mujer del pueblo (sin acreditar)
- Lost Angel (1943) como operadora de teléfono (sin acreditar)
- Andy Hardy's Blonde Trouble (1944) como secretaria de Dean (sin acreditar)
- Meet the People (1944) como Ritz Patron (sin acreditar)
- An American Romance (1944) como Mujer de granja hospitalaria (sin acreditar)
- The Clock (1945) como administradora del USO (sin acreditar)
- Girls of the Big House (1945) como matrona de visitantes (sin acreditar) (último papel cinematográfico)

### Cortometrajes
| - Three on a Limb (1936) como Addie - The Public Pays (1936) como secretaria de Markovitz (sin acreditar) - The Grand Bounce (1937) como secretaria del Doctor (sin acreditar) - Song of Revolt (1937) como campesina (sin acreditar) - It May Happen to You (1937) como enfermera (sin acreditar) - Miracle Money (1938) como Miss Grant (uncredited) - That Mothers Might Live (1938) como monja leyendo un libro (sin acreditar) - Come Across (1938) como empleada del banco (sin acreditar) - How to Read (1938) como paciente del dentista - Nostradamus (1938) como papel menor (sin acreditar) - Men in Fright (1938) como madre de Sonny (sin acreditar) - Football Romeo (1938) como madre de Alfalfa - Alfalfa's Aunt (1939) como Martha Switzer (sin acreditar) - Tiny Troubles (1939) como madre de Alfalfa - Radio Hams (1939) como Mrs. Crane (sin acreditar) - Angel of Mercy (1939) como enfermera - One Against the World (1939) como ciudadana - Think First (1939) como vendedora (sin acreditar) - Miracle at Lourdes (1939) como enfermera (sin acreditar) - That Inferior Feeling (1940) como novia - Alfalfa's Double (1940) como madre de Alfalfa - Pound Foolish (1940) como secretaria del alcalde (sin acreditar) - The Domineering Male (1940) como anfitriona de la fiesta (sin acreditar) - All About Hash (1940) como Martha, madre de Alfalfa - Bubbling Troubles (1940) como madre de Alfalfa | - Women in Hiding (1940) como Miss Townsend, supervisora de enfermeras (sin acreditar) - A Way in the Wilderness (1940) como la esposa enferma del granjero (sin acreditar) - Soak the Old (1940) como empleada falsa de la oficina de pensiones (sin acreditar) - Good Bad Boys (1940) como madre de Alfalfa (sin acreditar) - You, the People (1940) como comedora de la casa de huéspedes (sin acreditar) - American Spoken Here (1940) como compradora de corsé (sin acreditar) - Respect the Law (1941) como sirvienta de Johnson (sin acreditar) - 1-2-3 Go (1941) como Ann, enfermera - Coffins on Wheels (1941) como primera enfermera en el escritorio (sin acreditar) - Sucker List (1941) como secretaria (sin acreditar) - Come Back, Miss Pipps (1941) como Madre enojada (sin acreditar) - Wedding Worries (1941) como Miss Douglas (sin acreditar) - Main Street on the March! (1941) como enfermera (sin acreditar) - Don't Talk (1942) como cliente de tienda de belleza (sin acreditar) - The Lady or the Tiger? (1942) como señora detrás de la puerta en Arena (sin acreditar) - Mr. Blabbermouth! (1942) como mujer (sin acreditar) - Rover's Big Chance (1942) como empleada del estudio - Inflation (1942) como mujer en un montaje de una venta de liquidación (sin acreditar) - Brief Interval (1943) como enfermera (sin acreditar) - Benjamin Franklin, Jr. (1943) como la madre de Janet - Family Troubles (1943) como Mary Burston, madre de Janet - Who's Superstitious? (1943) como esposa (sin acreditar) - Seeing Hands (1943) como madre de Ben (sin acreditar) |